# Mariam Ibekwe
Mariam Ibekwe (* 29. Oktober 1969 als Mariam Nnodu) ist eine ehemalige nigerianische Leichtathletin, die sich auf das Kugelstoßen spezialisiert hat.

## Sportliche Laufbahn
Erste internationale Erfahrungen sammelte Mariam Ibekwe im Jahr 1989, als sie bei den Afrikameisterschaften in Lagos mit einer Weite von 14,02 m die Silbermedaille hinter der Ägypterin Hanan Ahmed Khaled gewann. 1991 gewann sie bei den Afrikaspielen in Kairo mit 14,66 m die Bronzemedaille hinter der Ägypterin Hanan Ahmed Khaled und Elizabeth Olaba aus Kenia und 1980 wurde sie beim IAAF World Cup in Johannesburg mit 15,60 m Achte. 2003 belegte sie bei den Afrikaspielen in Abuja mit 15,17 m den vierten Platz, ehe sie bei den Afro-Asiatischen Meisterschaften in Hyderabad mit 14,78 m auf den sechsten Platz gelangte. 2007 belegte sie bei den Afrikaspielen in Algier mit 15,06 m den fünften Platz und 2010 siegte sie im Alter von 40 Jahren mit 13,67 m bei den Afrikameisterschaften in Nairobi. Anschließend belegte sie beim IAAF Continental Cup in Split mit derselben Weite den sechsten Platz. Zudem beendete sie im selben Jahr ihre aktive sportliche Karriere im Alter von 41 Jahren.
In den Jahren 2006, 2009 und 2010 wurde Ibekwe nigerianische Meisterin im Kugelstoßen.